# Suseł tauryjski
Suseł tauryjski (Spermophilus taurensis) – gryzoń z rodziny wiewiórkowatych, zamieszkujący endemicznie tereny łańcucha gór Taurus w południowej części Turcji (Anatolia), na wysokości ponad 1000 m n.p.m. Zidentyfikowano 8 izolowanych populacji. Gatunek był traktowany jako populacja gatunku suseł anatolijski, lecz w 2007 roku naukowcy opublikowali wyniki badań filogenetycznych z wykorzystaniem mitochondrialnego genu cytochromu b, na podstawie których wykazali, że susły zamieszkujące w górach Taurus winny być uznane za odrębny gatunek. Epitet gatunkowy taurensis jest eponimem nawiązującym do gór Taurus.
| cecha                         | średni wymiar |
| ----------------------------- | ------------- |
| długość ciała (głowa i tułów) | 201 mm        |
| długość ogona                 | 64 mm         |
| długość kończyny tylnej       | 43 mm         |
| długość ucha                  | 6 mm          |
| masa ciała (g)                | 200,7 g       |

Ubarwienie części grzbietowej jest bardziej rude niż u susła anatolijskiego. Końcówka ogona jest czarna. Sam ogon dłuższy. Futro w części brzusznej S. taurensis (podobnie jak u susłów z Anatolii) jest szaro-białe. Wymiary podobne jak u tych krewniaków.